# Andorre
 (juin 2025).
Pour les articles homonymes, voir Andorre (homonymie).
Principauté d'Andorre
(ca) Principat d'Andorra
L'Andorre, en forme longue la principauté d'Andorre (en catalan : Andorra et Principat d’Andorra), est un État d'Europe du Sud et, selon certaines définitions, d'Europe de l'Ouest, en fait d'Europe du Sud-Ouest. Bordée par l'Espagne et la France (donc enclavée dans l'Union européenne), et située dans le massif des Pyrénées, elle est principalement constituée de montagnes élevées.
Le pays ne fait pas partie de la zone euro ni de l'Union européenne, mais utilise l'euro depuis la création de cette monnaie et frappe ses propres pièces depuis le 1er juillet 2013 en vertu d'un accord monétaire avec l'Union européenne.
Il s'agit d'un des plus petits États souverains d'Europe, avec une superficie de 468 km2 et une population estimée à 86 280 habitants en avril 2024. Établie à 1 023 m d'altitude, Andorre-la-Vieille, sa capitale, est la plus haute d'Europe. La langue officielle est le catalan, la monnaie officielle est l'euro. La devise de l'Andorre est Virtus Unita Fortior, et son drapeau est constitué de trois bandes verticales bleue, jaune et rouge, la bande jaune étant plaquée de l'écusson andorran. L'hymne national est El Gran Carlemany.
La principauté, dont la création remonte à 788 sous le règne de Charlemagne, est régie par un système unique, le paréage de 1278 et 1288. Ce contrat de droit féodal concède le trône andorran à deux coprinces, l'évêque catalan d'Urgell et le comte de Foix (dont les droits et devoirs sont passés successivement au roi de Basse-Navarre, puis au roi de France à partir d'Henri IV, et enfin au chef d'État français). L'Andorre est sortie de son isolement au XXe siècle, durant lequel elle a profité de son cadre naturel et a utilisé un système fiscal avantageux pour devenir une grande destination touristique, accueillant près de trois millions de visiteurs chaque année. Si la principauté est réputée aujourd'hui pour ses pistes de ski et ses faibles taxes, elle est aussi souvent considérée comme un paradis fiscal. Elle est membre des Nations unies depuis 1993, du Conseil de l'Europe, mais pas de l'Union européenne.

## Étymologie
Le nom Andorra, attesté dès 839, désignait alors uniquement la paroisse nommée aujourd'hui Andorre-la-Vieille (Andorra la Vella). Ce toponyme viendrait du basque Ameturra, signifiant « Dix sources », composé des mots hamar (« dix ») et iturri (« sources »), en référence aux dix affluents que la rivière Valira recevait sur le territoire de la paroisse d'Andorre-la-Vieille.
On peut voir aussi une relation entre le nom Andorra et celui des tribus d'Andosins (grec : Andosinoï) qu'Hannibal, selon le grec Polybe, aurait soumises dans ces vallées, après avoir franchi l'Èbre au IIe siècle av. J.-C..
Il existe une ville nommée Andorra dans la province de Teruel (Aragon, Espagne).

## Histoire

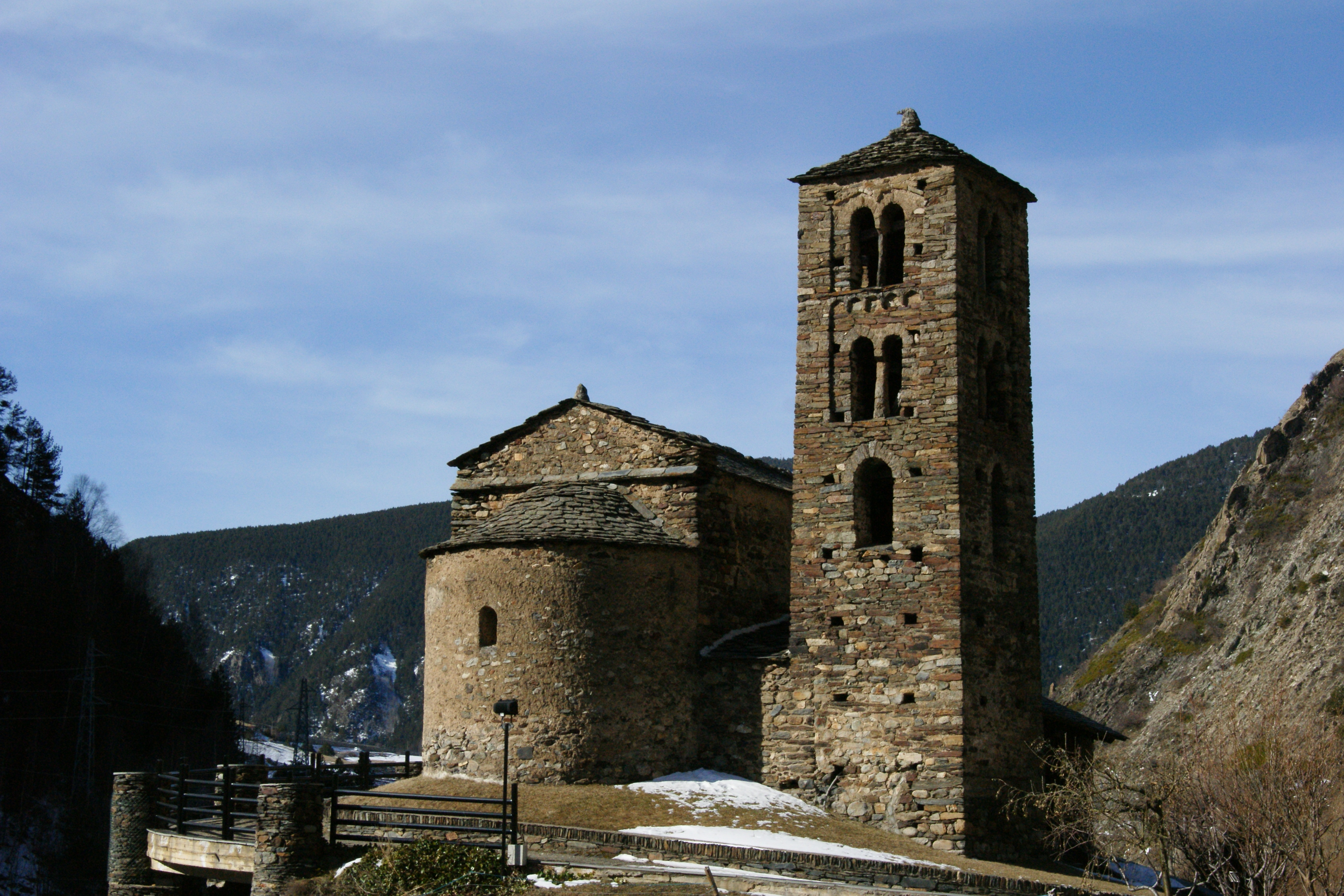
L'église Sant Joan de Caselles, fondée au XIe siècle.

Selon une légende du XIe siècle[réf. souhaitée], Charlemagne aurait accordé une charte aux Andorrans pour les récompenser de leurs combats contre les Maures. « Le grand Charlemagne, mon père, des Arabes me délivra. » C'est par ces mots que débute l'hymne andorran.
Le contrôle du territoire passa aux comtes d'Urgell, puis en 1131 à l'évêque du diocèse d'Urgell, en partage avec la famille de Caboet, puis l'héritage passa aux vicomtes de Castelbon, puis aux comtes de Foix. Les deux coseigneurs (laïc et ecclésiastique) s'affrontèrent souvent à propos de leurs droits sur les vallées d'Andorre.
En 1278, le conflit fut résolu par la signature d'un traité instaurant la souveraineté partagée (paréage) de l'Andorre entre le comte de Foix et l'évêque d'Urgell, en Catalogne. Cela donna à la petite principauté son territoire et sa forme politique.
Les années passant, les comtes de Foix devinrent comtes de Foix-Béarn, puis rois de Navarre ; et Henri III de Navarre hérita de la couronne de France, puis devint Henri IV. Un édit établit le roi de France et l'évêque d'Urgell comme coprinces de l'Andorre en 1607.
Au cours de la période 1812-1814, l'Empire français annexa la Catalogne espagnole, la divisa en quatre, puis trois départements (Sègre, Ter, Montserrat et Bouches-de-l'Èbre, réunis en 1813 au sein des Bouches-de-l'Èbre-Montserrat). L'Andorre fut en même temps annexée et brièvement rattachée au district de Puigcerdà (département de Sègre), avant de retrouver son autonomie.
Le 6 juillet 1934, le Russe Boris Skossyreff se proclama roi du gouvernement d'Andorre sous le nom de Boris Ier, créant de facto le royaume d'Andorre. Le 21 juillet, une unité de la Garde civile espagnole commandée par le marquis Silva de Balboa entra en Andorre et arrêta le roi autoproclamé, qui fut envoyé à Barcelone, puis à Madrid, avant d'être expulsé au Portugal.
Étant donné son relatif isolement, l'Andorre est longtemps restée en marge de l'histoire européenne. Au cours de la Seconde Guerre mondiale, elle sut préserver sa neutralité, rendue précaire par la proximité de voisins aux régimes autoritaires. Sans que cela ait été une politique délibérée, l'Andorre servit de lieu de passage et de plaque tournante à un grand nombre de fugitifs et d'évadés. Plusieurs dizaines de milliers de personnes ont probablement transité par la principauté entre 1940 et 1945 : militaires polonais, Français désireux de rejoindre les forces armées des généraux Giraud et de Gaulle en Afrique du Nord, aviateurs alliés abattus (britanniques, canadiens, américains, polonais, etc.) et, enfin, juifs fuyant les persécutions nazies et du régime de Vichy. En 1945, il s'agira alors de nazis ou de collaborateurs français cherchant refuge en Espagne.
Un grand nombre de passeurs et d'hôteliers andorrans ont contribué à ces transits et, malgré la présence d'agents secrets et d'espions de tout bord (Allemands, Français de Vichy, franquistes), les réseaux d'évasion britanniques, polonais, français et américains ont pu discrètement mener à bien leurs missions.
Dans les années 1950, le pays a commencé à attirer les visiteurs. Depuis, son tourisme prospère, ainsi que le développement de ses moyens d'accès et d'hébergement, sortent le pays de son anonymat.
Le 25 septembre 1958, l'Andorre met fin à l'état de guerre avec l'Allemagne en cours depuis 1914, en reconnaissant qu'elle n'avait pas été invitée à participer à la conférence de paix après la Première Guerre mondiale et, par conséquent, qu'elle n'avait pas signé le traité de Versailles,.

## Organisation politique

### Régime constitutionnel
La première Constitution d'Andorre a été adoptée par référendum le 14 mars 1993. La même année, le pays entre dans l'Organisation des Nations unies. Le régime de l'Andorre est la coprincipauté parlementaire, héritage lointain du pareatge (paréage) de 1278 entre l'évêque d'Urgell et le comte de Foix.
D'après la constitution, les coprinces, institution issue des paréages et de leur évolution historique, sont, à titre personnel et exclusif, l'évêque d'Urgell et le président de la République française. Leurs pouvoirs sont égaux et procèdent de la Constitution. Chacun d'eux jure ou promet d'exercer ses fonctions conformément à la Constitution. Chacun d'eux nomme un représentant personnel chargé de le représenter dans la gestion journalière de la principauté ; ceux-ci s'engagent eux aussi par un serment ou une promesse solennelle. En général le coprince ecclésiastique vient prêter serment en personne tandis que le coprince laïc envoie son représentant personnel lire et transmettre la lettre patente par laquelle il s'engage.
Les ambassadeurs étrangers présentent leurs lettres de créances aux deux coprinces : à Paris au coprince laïc et à Urgell au coprince ecclésiastique. Une conséquence de cette disposition est que le président de la République française vise deux fois la lettre de créance de l'ambassadeur français : une fois en tant que chef d'État du pays émetteur et une fois en tant que co-chef d'État du pays destinataire.
En 2025, le coprince épiscopal est Josep-Lluís Serrano Pentinat et le coprince français est le président Emmanuel Macron. Leurs représentants personnels sont respectivement Josep María Mauri (es) et Patrice Faure.
Sauf dans les cas prévus par la Constitution, les coprinces n'engagent pas leur responsabilité. La responsabilité de leurs actes incombe aux autorités qui les contresignent.

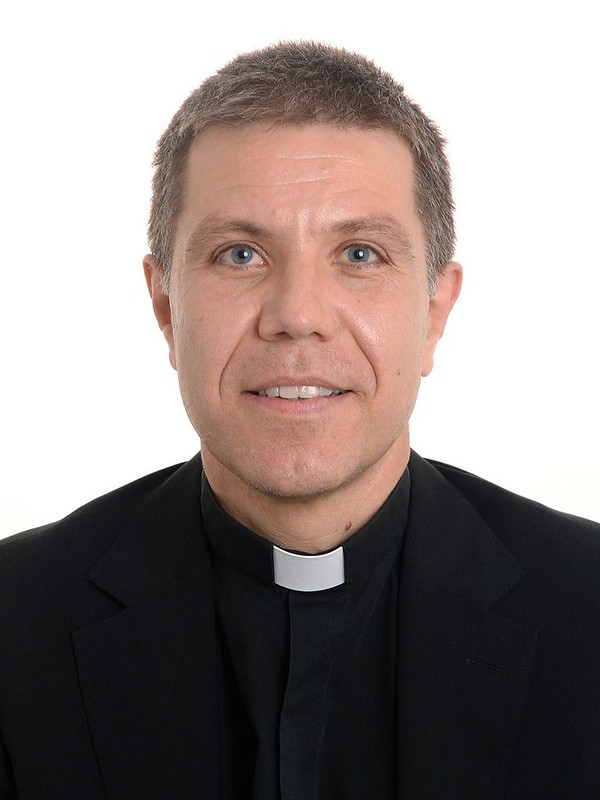
Josep-Lluís Serrano Pentinat actuel coprince épiscopal d'Andorre depuis le 31 mai 2025.
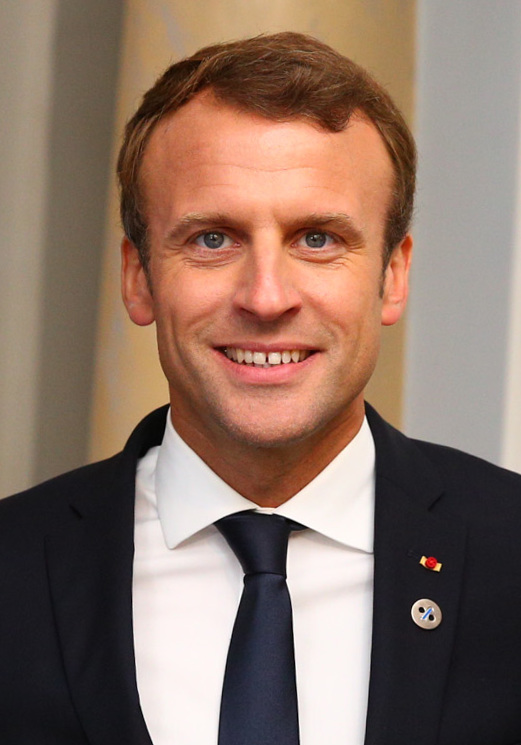
Emmanuel Macron actuel coprince français d'Andorre depuis le 14 mai 2017.

Le pouvoir exécutif est assuré par le chef du gouvernement, en 2025 Xavier Espot Zamora. Le Conseil général, qui assure une représentation mixte et paritaire de la population nationale et des sept paroisses, représente le peuple andorran, exerce le pouvoir législatif, approuve le budget de l'État, donne l'impulsion à l'action politique du gouvernement et la contrôle. Le Conseil général se compose d'un minimum de vingt-huit et d'un maximum de quarante-deux conseillers généraux. La moitié d'entre eux est élue, en nombre égal, par chacune des sept paroisses, et l'autre moitié est élue dans le cadre d'une circonscription nationale unique. Le Conseil général est ainsi une assemblée mixte, représentant à la fois les territoires de la principauté (comme le Sénat en France) et son peuple (comme l'Assemblée nationale en France). Le chef du gouvernement (Cap de Govern) est issu du Conseil général.
Les Andorrans, habitués de longue date au régime représentatif et vivant en paix depuis onze siècles, n'ont guère modifié leur système administratif. Tous les deux ans, entre le 10 et le 15 décembre, chaque paroisse élit pour quatre ans (au suffrage universel depuis 1947) la moitié des membres du conseil de paroisse et deux conseillers généraux. Ce conseil général, appelé avant 1866 « Conseil de la Terre », tient une session par mois à la Casa de la Vall et choisit tous les trois ans le syndic général ainsi que le vice-syndic.
Le gouvernement est par ailleurs accusé par Amnesty International « d'utiliser les lois sur la diffamation dans le but de museler toute critique du gouvernement ou des fonctionnaires de l’État, en violation du droit à la liberté d’expression ».

### Organisation territoriale

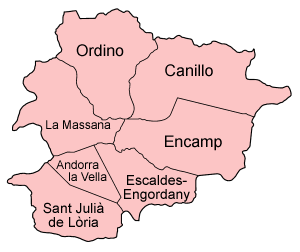
Carte des paroisses d'Andorre.

Le pays est divisé en sept paroisses (Parròquies), dans l'ordre protocolaire :
- Canillo, la plus étendue, limitrophe du département français de l'Ariège par les communes d'Aston, Mérens-les-Vals, L'Hospitalet-près-l'Andorre et du département des Pyrénées-Orientales par la commune de Porté-Puymorens ;
- Encamp, limitrophe des départements français de l'Ariège et des Pyrénées-Orientales, et de la comarque de Cerdanya (provinces espagnoles de Lleida et de Girona) ;
- Ordino, paroisse la plus au nord, limitrophe du département français de l'Ariège par les communes d'Auzat, Lercoul, Siguer et Gestiès ;
- La Massana, limitrophe du département français de l'Ariège (Auzat) et de la comarque de Pallars Sobirà (province espagnole de Lleida) par la commune d'Alins ;
- Andorre-la-Vieille, paroisse la plus peuplée et dont la principale ville (Andorra la Vella) est la capitale, limitrophe de la comarque de Alt Urgell (province espagnole de Lleida) ;
- Sant Julià de Lòria, la plus au sud, limitrophe de la comarque de Alt Urgell (province espagnole de Lleida) ;
- Escaldes-Engordany, la plus récente (création en 1978, de la division de la paroisse d'Andorre-la-Vieille), limitrophe de la comarque de Cerdanya (provinces espagnoles de Lleida et de Girona).

## Géographie

Carte topographique de l'Andorre.

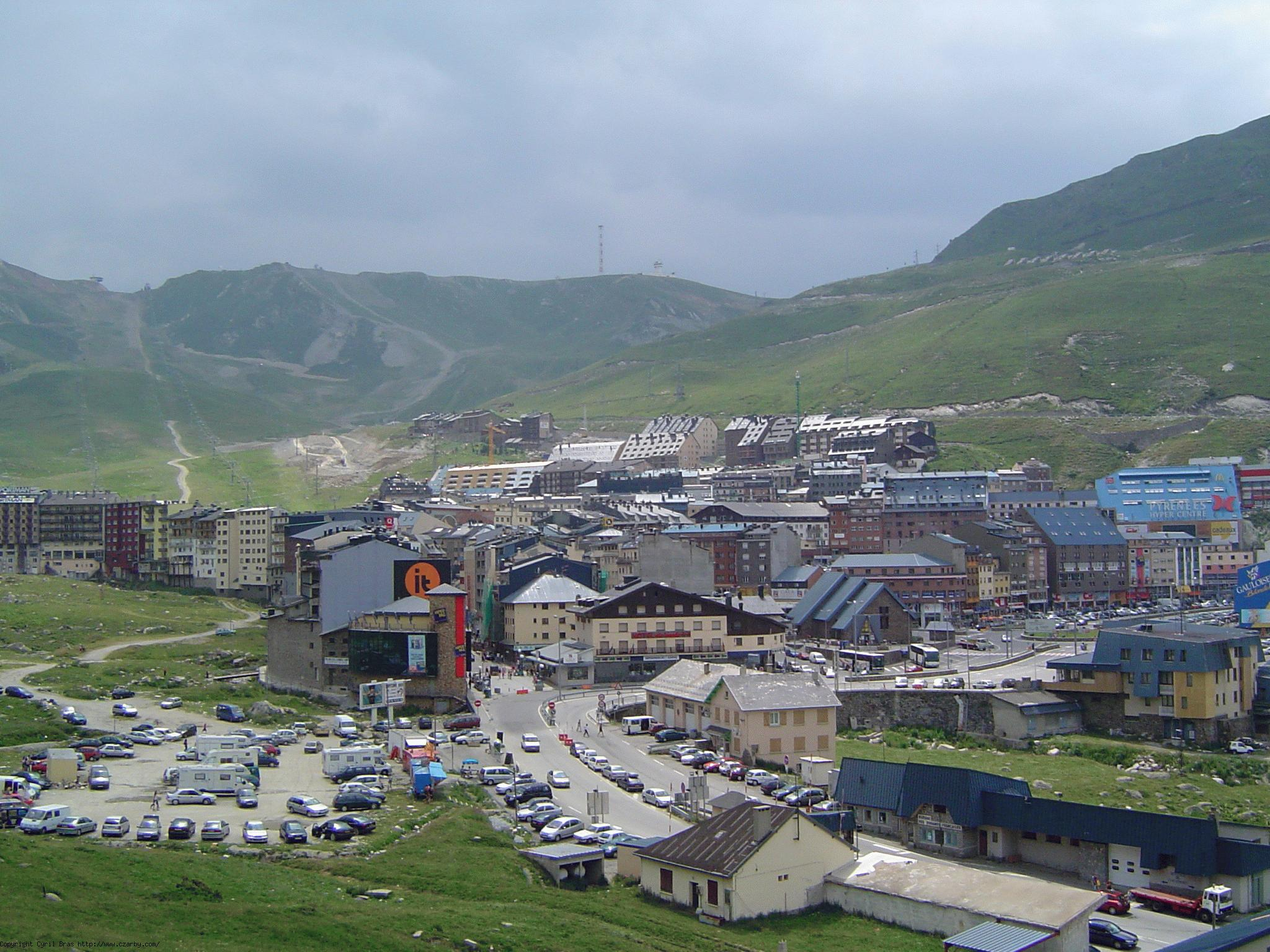
Vue sur le Pas de la Case au pied du col d'Envalira.

En raison de sa localisation dans le massif des Pyrénées orientales, l'Andorre est constituée principalement de montagnes élevées, avec une altitude moyenne d'environ 2 000 m dont le point culminant est le pic de Coma Pedrosa, à 2 943 m. Le territoire est divisé en trois vallées étroites en forme de Y qui se regroupent en une seule suivant le courant principal, la rivière Valira, coulant vers la Catalogne (au point le plus bas de l'Andorre qui est à 870 m). Le pays des vallées d'Andorre entre la France et l'Espagne, sur le versant sud des Pyrénées, est constitué par deux vallées principales : celle du Valira d'Orient et celle du Valira del Nord dont les eaux réunies forment le Valira. En territoire espagnol, cette rivière se jette dans le Sègre, affluent de l'Èbre. Une ceinture de hauts sommets, tous d'une altitude supérieure à 2 500 m, isole l'Andorre de la France. Le col utilisé par la route, le port d'Envalira, est, à 2 408 mètres d'altitude, le plus haut col routier des Pyrénées et marque la ligne de partage des eaux entre l'océan Atlantique et la Méditerranée. Il est doublé d'un tunnel, ouvert à la circulation depuis le 29 septembre 2002. Les communications avec l'Espagne, par la vallée du Sègre, en Cerdagne espagnole, sont beaucoup plus faciles et restent assurées en toute saison.
La superficie de l'Andorre est de 468 km2, ce qui en fait le plus grand Micro-État européen.
Le climat d'Andorre est similaire au climat tempéré de ses voisins, mais sa haute altitude signifie qu'il y a en moyenne plus de neige en hiver et qu'il fait légèrement plus frais en été.
Soixante-deux sommets de plus de 2 000 m parsèment son territoire, mais aucun n'atteint 3 000 m.
L'Andorre compte un peu plus d'une trentaine de lacs.
Afin de réaliser un viaduc au-dessus de l'Ariège, un traité signé en 2000 entre la France et l'Andorre a permis l'échange d'un hectare et demi de territoire français,,,,,. Le lieu concerné se situe sur la commune de Porta (Pyrénées-Orientales), si bien que l'Andorre possède maintenant une étroite bande de terre sur la rive droite de l'Ariège, englobant le nouveau viaduc jusqu'au rond-point exclu, et la France sur la rive gauche de l'Ariège à ce même endroit. En 2016 (entrée en vigueur d'un accord signé en 2012) a lieu plus en amont, vers les sources de l'Ariège, une nouvelle modification du tracé frontalier dans le vallon des Abeillettes, attribuant sans compensation 24 hectares de territoire français à l'Andorre.

## Économie
La vie est consacrée en grande partie à l'élevage et à la culture[réf. nécessaire]. Le développement des équipements hydroélectriques et touristiques a amené un changement notable dans la vie andorrane.
L'Andorre, bien qu'enclavée entre la France et l'Espagne et bien qu'utilisant comme elles l'euro, ne fait pas partie de l'Union européenne, tout en ayant des relations et certains accords avec elle. Cela étant, les produits y sont vendus avec une taxation moindre.
L'Andorre est considérée par certains pays comme un paradis fiscal, cependant elle lève un impôt sur le revenu de 10 %. Par ailleurs, la principauté a seulement 5 % de fonctionnaires et pratique une fiscalité légère, l'essentiel des ressources de l'État provenant d'un impôt sur les importations (impost de mercaderies indirecte). Néanmoins, plusieurs taxations modérées sont depuis peu en vigueur ou en projet. La TVA est de 4,5 % depuis le 1er janvier 2013. Depuis 2011, il existe un impôt sur les activités économiques (impôt sur les bénéfices) de 10 % et un impôt sur les bénéfices dégagés par les sociétés. Les non-résidents fiscaux sont aussi taxés.

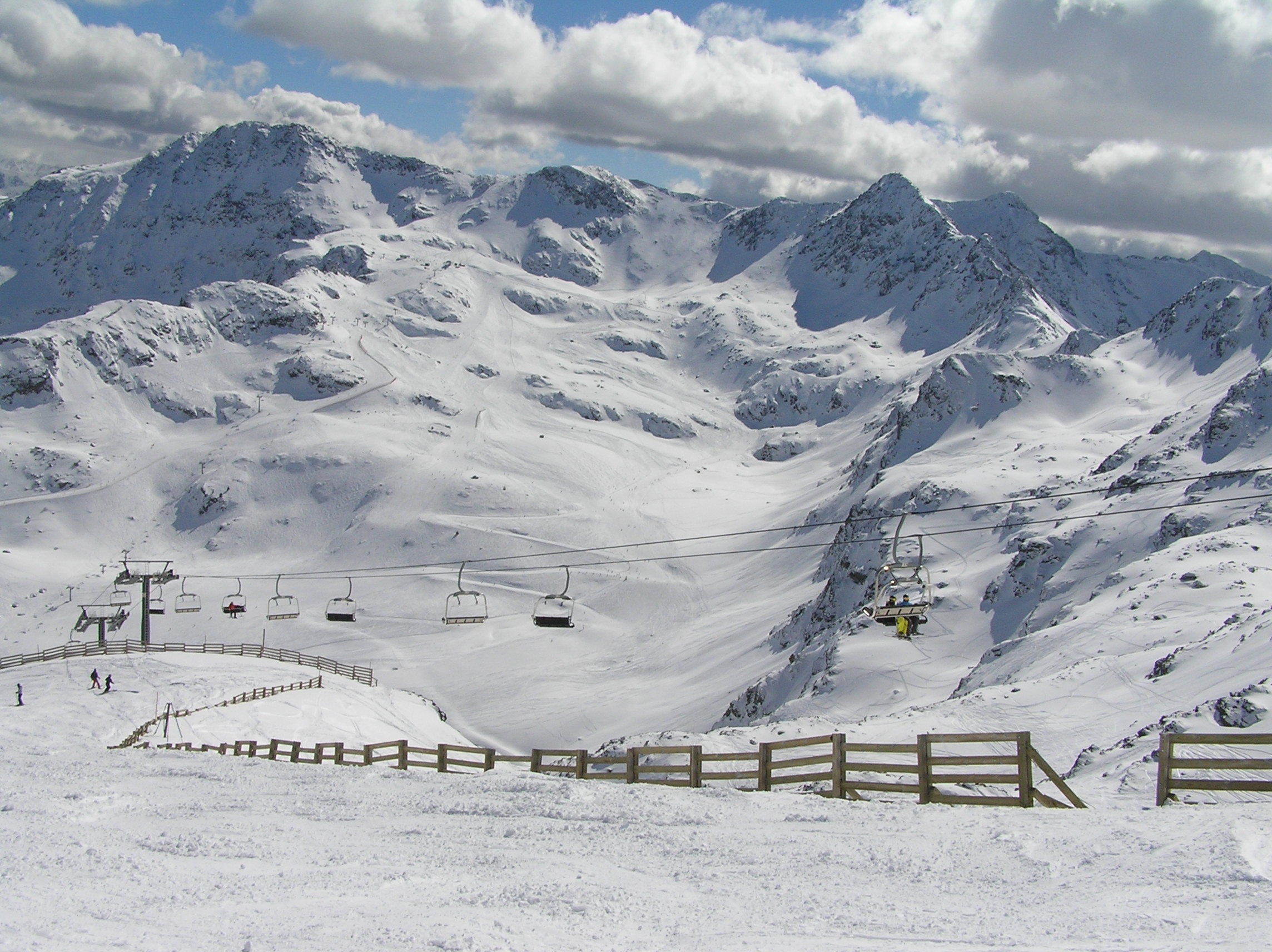
La station de ski d'Arcalis.

L'économie repose principalement sur deux formes de tourisme :
- le tourisme de passage qui profite des prix plus bas qu'en Espagne ou en France (tabac et alcool jusqu'à trois fois moins chers qu'en France[37])
- et le tourisme blanc, qui tout en profitant de ces quelques avantages tarifaires, vient surtout pour l'offre des sports d'hiver.

Ces derniers y sont pratiqués dans quatre stations de ski alpin :
- Pas De La Casa-Grau Roig, Soldeu-El Tarter et Ordino-Arcalis (aujourd'hui trois domaines skiables réunis sous la marque Grandvalira),
- Pal-Arinsal (domaine sous la marque Vallnord)

Vient s'y ajouter une station de ski de fond :
- La Rabassa.

Par ailleurs, le patrimoine architectural, religieux notamment, est remarquable et est une des autres motivations touristiques. Le thermalisme aux Escaldes avec Caldea complète l'offre de loisirs.
En 2017, l'Andorre a accueilli 2 999 722 touristes, ce qui la positionne 76e au classement des pays les plus visités.

## Démographie
L'Andorre a connu ces dernières décennies une importante hausse de la démographie qui a conduit à une urbanisation sans précédent.
| 1950  | 1955  | 1960  | 1965   | 1970   | 1975   | 1980   | 1985   | 1990   |
| ----- | ----- | ----- | ------ | ------ | ------ | ------ | ------ | ------ |
| 6 176 | 6 189 | 8 392 | 13 583 | 19 545 | 26 558 | 35 460 | 44 596 | 54 507 |

| 1995   | 2000   | 2005   | 2010   | 2014   | 2018   | 2019   | 2020   | 2021   |
| ------ | ------ | ------ | ------ | ------ | ------ | ------ | ------ | ------ |
| 63 859 | 65 844 | 78 549 | 85 015 | 76 949 | 76 522 | 77 543 | 78 015 | 79 535 |

Par contre, le pays enregistre un taux de fécondité très faible qui entraîne un vieillissement rapide de la population et, sauf immigration, cela pourrait provoquer son déclin.
Les données suivantes, sauf mention contraire, sont des estimations datant de 2021:
- Population : 72 413 habitants (2008), dont 29 535 nationaux andorrans, 26 638 nationaux espagnols, 12 789 nationaux portugais, 5 104 nationaux français.
  - 0-14 ans : 13,37 % (hommes : 5 901 ; femmes : 5 551) (estimation 2020)[44]
  - 15-24 ans : 10,16 % (hommes : 4 474 ; femmes : 4 227)
  - 25-54 ans : 43,19 % (hommes : 18 857 ; femmes : 18 131)
  - 55-64 ans : 15,91 % (hommes : 7 184 ; femmes : 6 443)
  - + 65 ans : 17,36 % (hommes : 7 544 ; femmes : 7 323)
- Espérance de vie : 83 ans (hommes : 79 ans ; femmes : 85 ans)[45]. Selon le site Nationmaster[46], l'Andorre est en première position mondiale pour la longévité de ses habitants (2008), devant Macao.
- Taux de croissance : -0,1 %
- Taux de natalité : 6,91 ‰ (2021)
- Taux de mortalité : 7,86 ‰ (2021)
- Taux de mortalité infantile : 3,5 ‰ (2021)
- Taux de fécondité : 1,44 enfant par femme (2021)
- Taux de migration : 0 ‰ (2021)

## Transports
La situation géographique particulière du pays rend son accès difficile. Il est néanmoins correctement desservi par la route depuis les pays voisins. La principauté est un des seuls États européens à ne disposer d'aucun service public ferroviaire et d'aucun aéroport international.

### Liaisons routières nationales

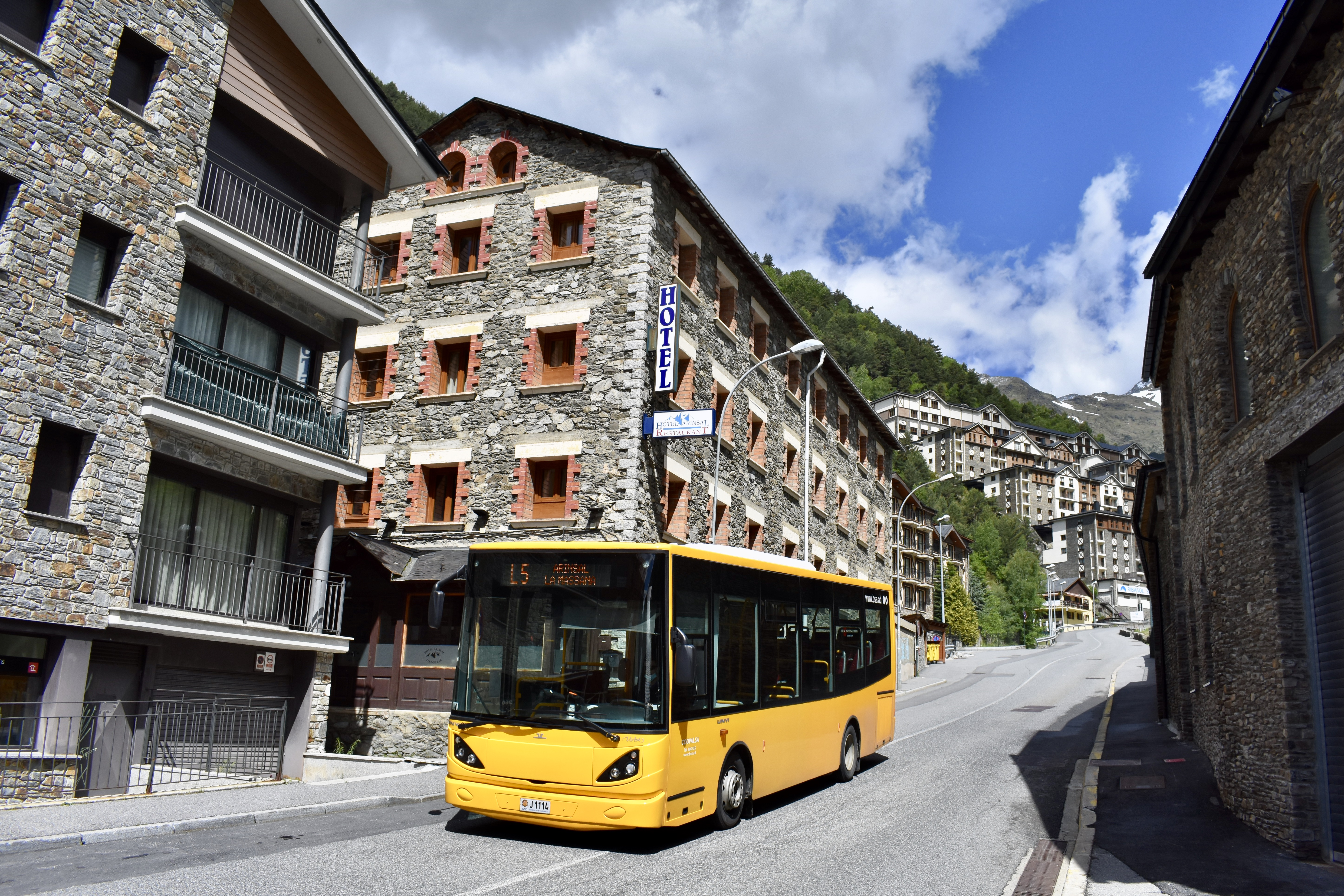
Véhicule du réseau national.

Andorre dispose d'un réseau national exploité par les sociétés Coopalsa et Nadal.
Les lignes L1, L2, LC, L4, L5 et L6 circulent toute l'année et relient les paroisses à la capitale d'Andorre-la-Vieille. Le Bus Exprés relie Escaldes-Engordany à Sant Julià de Lòria avec une fréquence de 10 à 15 minutes en semaine. La ligne L3 fonctionne pendant la saison hivernale soit du 1er décembre au 30 avril.
La principauté dispose également d'un réseau nocturne reliant Andorre-la-Vieille à Escaldes-Engordany, Sant Julià de Lòria, Canillo, Ordino, La Massana. Les lignes nocturnes circulent les vendredis, samedis, veilles de jours fériés, grandes fêtes des capitales paroissiales et jours désignés de 22 h 30 à 5 h.

### Liaisons ferroviaires

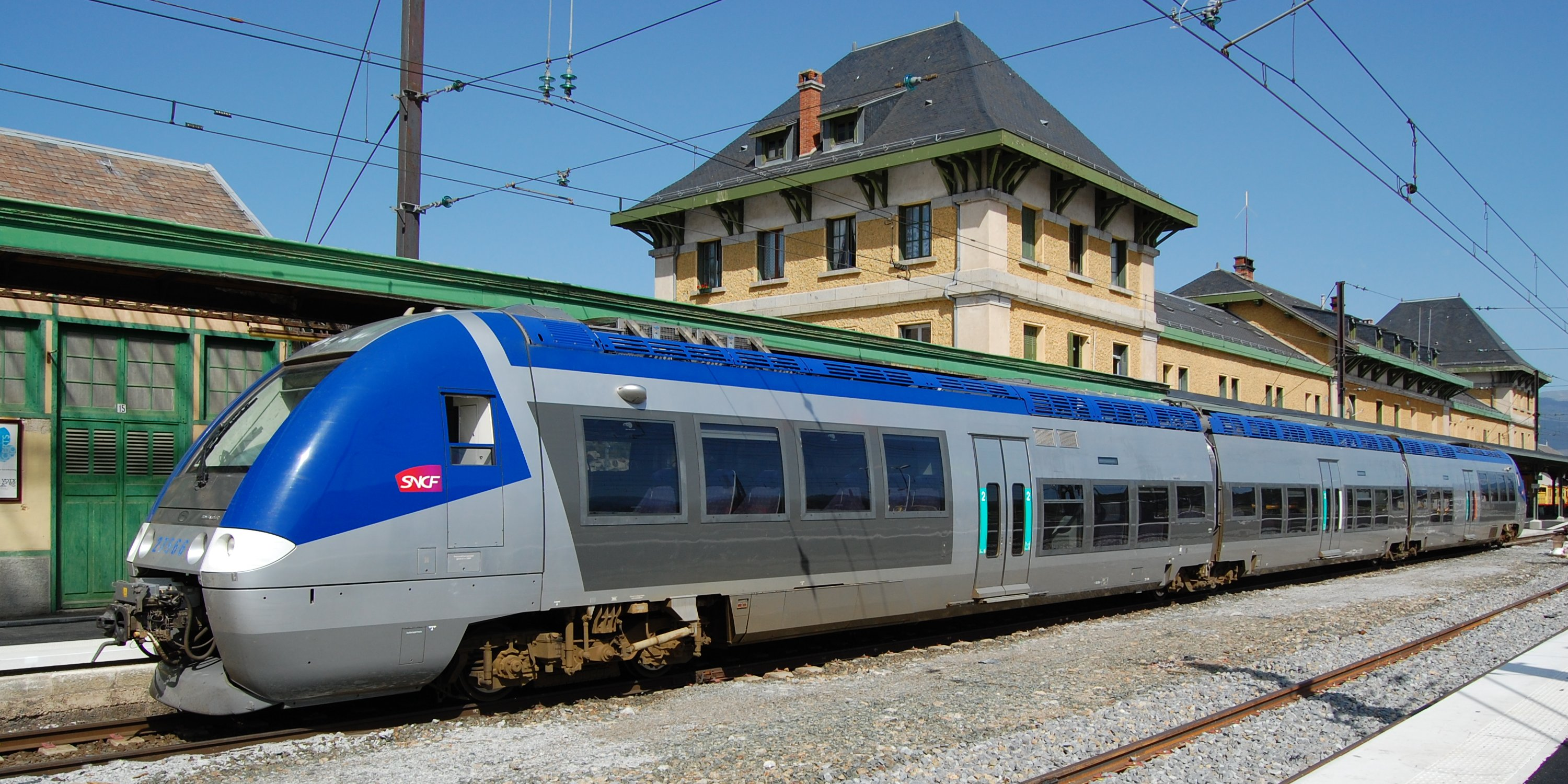
Un TER Occitanie en gare de Latour-de-Carol - Enveitg.

Le pays ne comporte pas de gare ferroviaire. Les plus proches sont la gare d'Andorre - L'Hospitalet située à L'Hospitalet-près-l'Andorre, en France, qui permet de se rendre à Toulouse et la gare de Latour-de-Carol - Enveitg, également en France. Cette dernière gare est internationale, et est desservie tant par la SNCF que par la Renfe. Elle permet ainsi de se rendre à Perpignan via le Train Jaune puis la ligne de Perpignan à Villefranche - Vernet-les-Bains et à Barcelone via le réseau espagnol.
La gare de L'Hospitalet a été rebaptisée en 2008 gare d'Andorre - L'Hospitalet, pour souligner le fait qu'elle dessert principalement la principauté, et secondairement la commune française, beaucoup plus petite. La principauté a financé la majeure partie des travaux de modernisation de la gare inaugurés à l'occasion du changement de nom. Les voyageurs accèdent à la gare depuis l'Andorre via une navette par autobus.

### Projets de liaisons aériennes
Avant 2020, différents projets d'aéroports internationaux se sont succédé : près de Mazères (France), commun avec Toulouse, puis la Seu d'Urgell (Espagne).
Un nouveau projet est annoncé le 16 mars 2021 par la chambre de commerce et d'industrie d'Andorre. Le site de Grau Roig, près du Pas-de-la-Case est retenu, à 2 000 m d'altitude, juste à côté de la Cerdagne. La piste d'atterrissage et l'aérogare seraient construites au pied de la station de ski de Grandvalira. L'aéroport pourrait accueillir des avions de type Airbus A320 et Boeing 737-600 et aurait une capacité de 500 000 passagers par an. L'objectif est de développer le tourisme de luxe avec des visiteurs venant de Russie, des monarchies du golfe Persique ou encore d'Asie. Son coût est estimé à 344 millions d'euros.
Finalement, ce projet est annulé en juin 2021 à la suite d'un rapport de l'OACI estimant que la configuration du site n'offrait pas toutes les garanties de sécurité.

## Culture

### Langue
L'Andorre est le seul État souverain au monde dont la langue officielle est le catalan, selon l'article 2 de la constitution de 1993. Le Conseil général a adopté le 16 décembre 1999 une loi réglementant l'usage de la langue officielle, qui se donne pour objectif de préserver l'identité linguistique d'Andorre. Constatant que la proximité du français et de l'espagnol, la place de l'enseignement dans ces deux langues en Andorre, l'importance de l'immigration et du tourisme pouvaient représenter une menace pour la vitalité du catalan, les autorités andorranes, avant cette loi au cours du XXe siècle et depuis 1999, ont multiplié les réglementations visant à protéger la place du catalan dans tous les aspects de la vie sociale. La variété du catalan parlée en Andorre est le catalan nord-occidental.
L'Andorre est aussi membre de l'Organisation internationale de la francophonie depuis 2004. L'association des communes d'Andorre pour sa part fait partie de l'Association internationale des maires francophones depuis 2008. L'Andorre fait partie à titre d'associé de l'Assemblée parlementaire de la Francophonie depuis 1988.
Hors tourisme, les langues les plus parlées au quotidien sont le catalan (58,3 % des conversations), l'espagnol (37,3 %), le portugais (3,5 %) et le français (2,2 %).

### Héraldique
| Blason | Blasonnement : Écartelé : en 1, de gueules à une mitre d'or aux bordures et fanons d'argent brochant sur une crosse d'évêque d'or posée en barre, qui est de l'évêque d'Urgel ; en 2, d'or à trois pals de gueules, qui est du comté de Foix ; en 3, d'or à quatre pals de gueules, qui est de Catalogne ; en 4, d'or à deux vaches de gueules, accornées, colletées et clarinées d'azur, qui est de Béarn. Devise : Virtus unita fortior. Commentaires : Armes adoptées en 1969. |

### Religions
Selon le Pew Research Center, en 2010, 89,5 % des habitants d'Andorre sont chrétiens, principalement catholiques (88,2 %). De plus, 8,8 % de la population ne pratique aucune religion et 1,7 % en pratique une autre.
La sainte patronne catholique de la principauté est Notre-Dame de Meritxell.
L'influence considérable de l'Église a pour conséquence le maintien de la pénalisation de l'avortement. En particulier, l'archevêque et coprince Joan-Enric Vives i Sicília a dit en 2014 qu'il démissionnerait de son poste de coprince (et d'évêque d'Urgell) si le Parlement andorran venait à légaliser l'avortement. Le siège épiscopal serait alors laissé vacant, au moins jusqu'à la promulgation de la loi. Dans ce cas, l'Andorre serait (après la Belgique) le deuxième pays dont un chef d'État aurait refusé de sanctionner une loi dépénalisant l'interruption volontaire de grossesse sans pour autant empêcher la promulgation de cette loi.

### Fêtes calendaires
| Date                        | Nom                                                               | Remarques                                   |
| --------------------------- | ----------------------------------------------------------------- | ------------------------------------------- |
| 1er janvier                 | Any Nou (Nouvel An)                                               | Les administrations et magasins sont fermés |
| 7 janvier                   | la « Saint-Julien » à Sant Julià de Lòria                         |                                             |
| 17 janvier                  | la « Saint-Antoine », plus particulièrement à La Massana          |                                             |
| 14 mars                     | Dia de la Constitució (Jour de la Constitution)                   | Les administrations et magasins sont fermés |
| 8 mai                       | fête de Sant Miquel d'Engolasters - Escaldes-Engordany            |                                             |
| 27 mai                      | fête de Canòlich - Sant Julià de Lòria                            |                                             |
| 18 juin                     | Festa Major (fête de la paroisse) d'Escaldes-Engordany            |                                             |
| 29 juin                     | la « Saint-Pierre » (à Ordino et au Pas de la Casa)               |                                             |
| 3 et 4 juillet              | fête du rosaire d'Ordino                                          |                                             |
| 15, 16 et 17 juillet        | Festa Major (fête de la paroisse) de Canillo                      |                                             |
| du 24 au 27 juillet         | Festa Major (fête de la paroisse) d'Escaldes-Engordany            |                                             |
| dernier week-end de juillet | Festa Major (fête de la paroisse) de Sant Julià de Lòria          |                                             |
| 5, 6 et 7 août              | Festa Major (fête de la paroisse) d'Andorra la Vella              |                                             |
| du 14 au 17 août            | Festa Major (fête de la paroisse) d'Encamp et de La Massana       |                                             |
| 8 septembre                 | Festa Nacional (Fête nationale) de la Verge (Vierge) de Meritxell | Les administrations et magasins sont fermés |
| 16 septembre                | Festa Major (fête de la paroisse) d'Ordino                        |                                             |
| 25 décembre                 | Dia de Nadal (Jour de Noël)                                       | Les administrations et magasins sont fermés |

### Gastronomie
On consomme traditionnellement l'escudella (sorte de bouillon) le 17 janvier.

## Patrimoine

### Patrimoine religieux
De nombreuses petites églises aux peintures d'inspiration romane parsèment le pays :
- Sant Joan de Caselles,
- La Cortinada,
- Sant Roma de Les Bons

### Patrimoine civil
- Musée national de l'automobile d'Andorre, situé à Encamp, possède une collection de 80 véhicules, 60 motos et environ 100 vélos.

## Éducation
La loi fondamentale sur l'éducation reconnaît l'existence de trois systèmes éducatifs : le système français, le système andorran et le système espagnol, auxquels s'ajoute un système « congrégationnel » (en langue catalane).
Le système français est aujourd'hui le deuxième système en nombre d'élèves, après avoir été le premier[réf. nécessaire]. Il est actuellement régi par la convention franco-andorrane du 24 septembre 1993 et comprend quatorze écoles maternelles et élémentaires et le lycée (et collège) Comte-de-Foix. Il prépare aux examens français, mais comporte à tous les niveaux un enseignement spécifique de la langue catalane, ainsi que de l'histoire, des institutions et de la géographie de l'Andorre. L'enseignement primaire existe depuis le début du XXe siècle, le premier cycle du secondaire depuis 1962, le second cycle depuis 1979.
Le système andorran a été établi en 1982. L'enseignement y est donné en catalan, mais le français y est enseigné en parallèle pour tous.
Le système espagnol est régi par une convention de 2003. Le système éducatif espagnol y est appliqué, mais il comporte aussi un enseignement spécifique de la langue catalane, ainsi que de l'histoire, des institutions et de la géographie de l'Andorre.

## Médias et spectacles

### Équipements majeurs
Il existe un Auditorium national situé à Ordino où a lieu chaque année le Festival international de jazz Narciso Yepes ainsi que des concerts du Chœur National des Petits Chanteurs d'Andorre et autres.

### Médias (service public)
- Ràdio i Televisió d'Andorra

#### Radio
- Radio nationale d'Andorre (es) (RNA)[60]
- Radio Andorre (1939-1981)

#### Télévision
- Andorra Televisió (ATV)

## Santé
Le pays dispose d'un seul hôpital, l'hôpital Nostra Senyora de Meritxell.

## Sport
L'Andorre n'a jamais remporté de titre olympique. Son comité national olympique a été créé en 1971 et est reconnu par le Comité international olympique depuis 1975.
Le Basket club Andorran joue au plus haut niveau du championnat espagnol.
L'Andorre accueille certaines étapes de la Pirena (une compétition de chiens de traîneau). L'Andorre a aussi été de nombreuses fois le théâtre de plusieurs grands rendez-vous de la saison cycliste comme le Tour de France ou la Vuelta où ses cols comme la Collada de la Gallina sont fortement appréciés.
Egalement connue pour ses nombreuses pistes de compétition, elle accueille les championnats du monde de ski de piste sous toutes ses catégories, et le Kilomètre lancé.

## Relations internationales

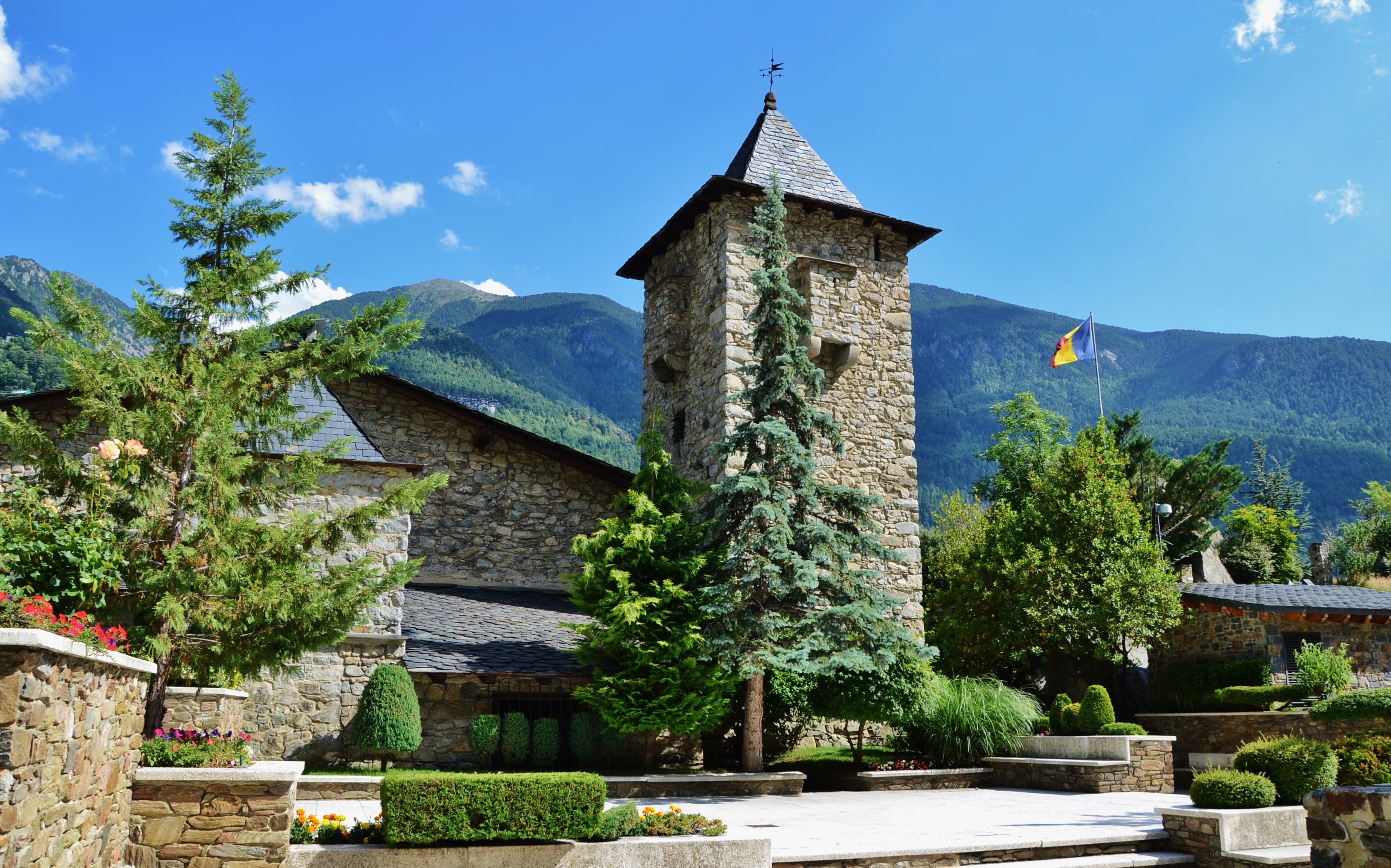
La Casa de la Vall, qui abrite le parlement andorran.

### Formalités d'entrée
L'Andorre ne fait pas partie de l'espace Schengen. Cependant, pour les ressortissants de l'Union européenne, une carte d'identité en cours de validité ou un passeport suffisent pour entrer en Andorre. Pour les autres nationalités, les visas éventuellement requis par la France ou l'Espagne seront nécessaires, en fonction du pays par lequel on transite.

### Relations avec l'Union européenne
L'Andorre est enclavée au sein de l'Union européenne avec laquelle elle a divers accords, mais elle n'en fait pas partie. Ces accords portent notamment depuis 1990 sur une union douanière limitée. L'Andorre a la possibilité d'émettre des euros dans le cadre d'un accord monétaire et financier. Il existe aussi un accord de « coopération en matière d’environnement, de transports, de culture, de politique régionale, de questions vétérinaires » depuis 2004. En 2018, est aussi entré en vigueur un accord d’échange automatique d’informations concernant les comptes financiers.

### Organisations internationales
- L'Andorre est membre des organisations internationales suivantes : CE, CIO, CNUCED, CPI, FAO, FICRCR, Interpol, MICRCR, OACI, OIAC, OIF, OMC (observateur), OMD, OMPI, OMS, OMT, ONU, OSCE, UIP, UIT, Unesco, Union latine[44].

### Accord sur le climat
Le 24 mars 2017, l'Andorre ratifie l'accord de Paris sur le climat signé lors de la COP21. Elle prévoit dans sa contribution une réduction de 37 % des émissions de gaz à effet de serre d'ici à 2030, et ce notamment dans les secteurs de l'énergie et des déchets qui représentent la quasi-totalité de ses émissions de gaz à effet de serre. En février 2019, dans la perspective de ces objectifs, la principauté a signé avec EDF un accord visant à accélérer la transition énergétique du pays.

## Statistiques
- Superficie : 468 km2.
- Frontières terrestres : Espagne 64 km ; France 56 km.
- Postes de télévision : 87 000 (janvier 2009).
- Utilisateurs d'Internet : 85 067 (janvier 2010).
- Téléphones portables : 79 050 (janvier 2009).
- Lignes de téléphone fixe : 59 700 (janvier 2009).
- Postes de radio : 21 300 (janvier 2009).
- Nombre de fournisseurs d'accès Internet : 1 (2010) : Andorra Telecom (ex-STA).
- Routes : 348 km (dont 279 km asphaltées) (janvier 2010).
- Voies ferrées : néant, mais la gare la plus proche est celle d'Andorre - L'Hospitalet. L'Andorre possède un important parc de remontées mécaniques, dont les téléphériques totalisent plus de 12 km de longueur.
- Voies navigables : néant.
- Nombre d'aéroports : néant (l'aéroport Andorre–La Seu d'Urgell se situe à une vingtaine de kilomètres d'Andorre-la-Vieille).